# San Marcos (California)
San Marcos è un centro abitato (City) degli Stati Uniti d'America, situato nella contea di San Diego dello Stato della California. Nel 2010 la popolazione era di 84 391 abitanti.

## Geografia fisica
Secondo i rilevamenti dello United States Census Bureau, San Marcos si estende su una superficie di 61,7 km².

## Infrastrutture e trasporti
La città è servita dal servizio ferroviario suburbano Sprinter.